# Arphax brunneus
Arphax brunneus är en insektsart som först beskrevs av Gray, G.R. 1833.  Arphax brunneus ingår i släktet Arphax och familjen Phasmatidae. Inga underarter finns listade i Catalogue of Life.